# Masahiko Otobe
Masahiko Otobe –en japonés, 乙部 将彦, Otobe Masahiko– es un deportista japonés que compitió en judo. Ganó una medalla de bronce en el Campeonato Asiático de Judo de 1993, en la categoría de –65 kg.

## Palmarés internacional
| Campeonato Asiático | Campeonato Asiático | Campeonato Asiático | Campeonato Asiático |
| Año                 | Lugar               | Medalla             | Categoría           |
| ------------------- | ------------------- | ------------------- | ------------------- |
| 1993                | Macao (Portugal)    | Medalla de bronce   | –65 kg              |